# Vuka
Vuka je rijeka u Slavoniji i Srijemu.

## Opis
Dugačka je 112 km. Izvire iz sjeveroistočnih izdanaka Krndije kod sela Paučja. Na samom početku njenog toka, 1978. godine, stvoreno je umjetno jezero Borovik pokraj Đakova, a u Vukovaru se ulijeva u Dunav.